# بنشی (ژاپن)

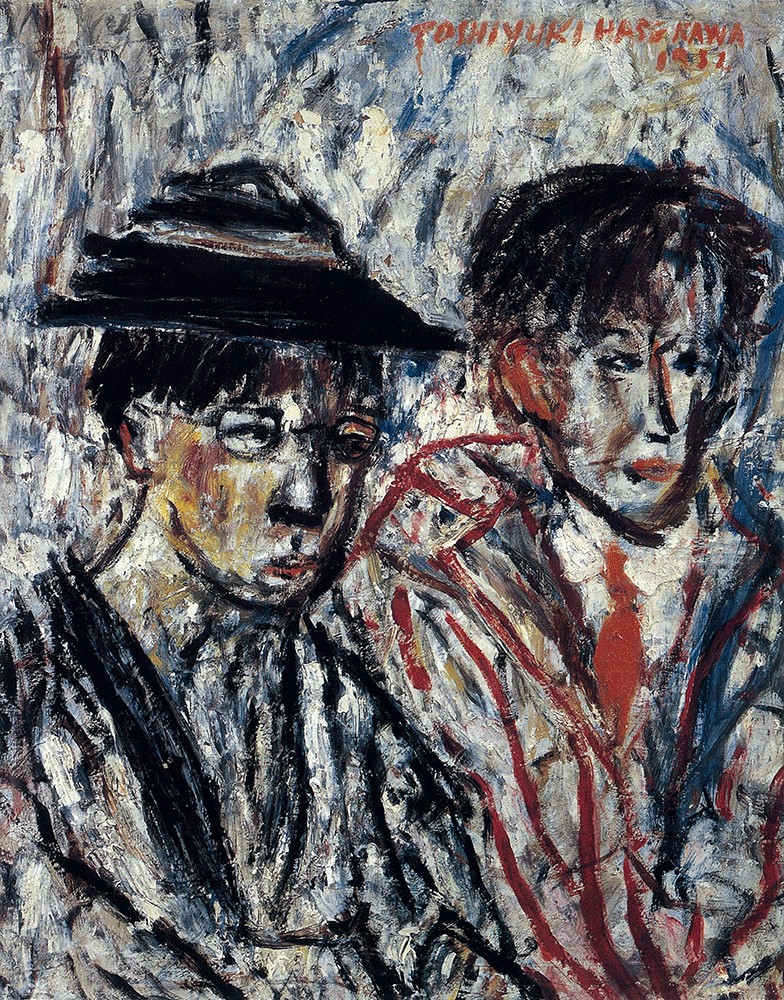
نقاشی رنگ روغن مربوط به سال ۱۹۳۲ که دو راوی فیلم صامت (بنشی) را به تصویر می کشد.

بنشی (به ژاپنی: 弁士 Benshi) مجری‌های ژاپنی بودند که روایت زنده را برای فیلم‌های صامت ژاپنی یا غربی فراهم می‌کردند. بنشی گاهی اوقات کاتسودو-بنشی یا کاتسوبن نیز خوانده می‌شود.